# بچه‌های جاسوس: همه زمان در جهان
بچه‌های جاسوس : همه زمان در جهان (به انگلیسی: Spy Kids: All the Time in the World) فیلمی محصول سال ۲۰۱۱ آمریکا به کارگردانی رابرت رودریگز است.این فیلم چهارمین قسمت از سری فیلم های بچه‌های جاسوس است. در این فیلم بازیگرانی همچون جسیکا آلبا ، جوئل مک‌هال ، الکسا وگا ، داریل سابارا ، روآن بلانشارد ، میسون کوک ، ریکی جرویس ، جرمی پیون ایفای نقش کرده‌اند.

## داستان
در یکی از مأموریت‌ها، مأمور سازمان جاسوسی OSS به نام ماریسا ویلسون، در تعقیب خلافکاری به نام تیک‌تاک است که دیسک کوچکی حاوی اطلاعات سری را خریده‌است. با وجود آن‌که ماریسا در ماه نهم بارداری است و درد زایمان دارد، هشدارهای رئیسش، دنجر دی‌آمو، را نادیده گرفته و مأموریت را ادامه می‌دهد. تیک‌تاک دستگیر می‌شود و دیسک بازیابی می‌گردد؛ دیسکی که اطلاعات مربوط به سلاحی با قدرت تخریبی بالا به نام «پروژهٔ آرماگدون» را در خود دارد.
در بیمارستان، ماریسا با همسرش، ویلبر، مجری برنامهٔ تلویزیونی ضدجاسوسی، و فرزندان ناتنی‌اش، دوقلوهای ربکا و سیسیل، دیدار می‌کند. ماریسا دختری به نام ماریا به دنیا می‌آورد. یک سال بعد، ویلبر برنامه‌ای پنج‌ساله ترتیب داده تا اگر برنامه‌اش موفق بود، وقت بیشتری با بچه‌ها بگذراند. اما ربکا همچنان ماریسا را جایگزین مادر از‌دست‌رفته‌اش نمی‌داند و با شوخی‌های آزاردهنده به او طعنه می‌زند. برای نزدیک‌تر شدن به ربکا، ماریسا گردنبندی با یاقوت قرمز به او هدیه می‌دهد.
شبی رسانه‌ها خبر می‌دهند که زمان در حال سرعت گرفتن است. فردی ناشناس با نام «نگه‌دارندهٔ زمان» (Time Keeper) مسئولیت آن را می‌پذیرد و تهدید می‌کند که پروژهٔ آرماگدون را به‌عنوان مجازات جامعه‌ای که قدر زمان را نمی‌داند، به‌کار خواهد انداخت. او از تیک‌تاک می‌خواهد سنگ جواهری با نام «کرونوس» را برایش بیاورد، که همان یاقوت گردنبند ربکاست. OSS دوباره ماریسا را به مأموریت فرا می‌خواند و از او می‌خواهد سنگ را همراه خود بیاورد. این درخواست، رابطهٔ او با ربکا را بدتر می‌کند.
در مقر OSS، ماریسا درمی‌یابد ربکا سنگ کرونوس را با غذای کودک عوض کرده‌است. آدم‌های تیک‌تاک به خانهٔ ماریسا حمله می‌کنند و ربکا و سیسیل به اتاق امن خانه هدایت می‌شوند، جایی که با تماشای یک ویدیو از ماریسا، از شغل مخفی او مطلع می‌شوند و درمی‌یابند که سگشان، آرگونات، در واقع رباتی سخنگو و مسلح است. آن‌ها فرار می‌کنند و به OSS می‌روند، جایی که دخترخاله‌شان، کارمن کورترز، آن‌ها را به بخش منحل‌شدهٔ «کودکان جاسوس» می‌برد و اجازه می‌دهد هرکدام یک ابزار جاسوسی بردارند.
دوقلوها به‌دنبال نگه‌دارندهٔ زمان به مغازه‌ای ساعت‌فروشی می‌روند که مقر مخفی تیک‌تاک است. آن‌ها ویدیویی از آزمایش «ولز» تماشا می‌کنند که نشان می‌دهد سنگ کرونوس در گردنبند ربکا چگونه جان پسری را که در زمان یخ زده بود نجات داده‌است. دوقلوها به‌دست تیک‌تاک اسیر می‌شوند، اما با کمک ماریسا و کارمن آزاد می‌شوند، هرچند که کرونوس به‌دست دشمن می‌افتد. ویلبر برای اولین‌بار تصمیم می‌گیرد خودش جاسوسی را شکار کند و بی‌آن‌که بداند، صحنه‌های مبارزهٔ خانواده‌اش با افراد نگه‌دارندهٔ زمان را ضبط می‌کند. اما وقتی متوجه می‌شود که همسرش جاسوس است، فیلم را نابود می‌کند، از کار اخراج می‌شود و از خانواده فاصله می‌گیرد.
با سرعت گرفتن زمان، مأموران OSS دربارهٔ آزمایش ولز توجیه می‌شوند و دستگاه آن را قرنطینه می‌کنند. جونی کورترز، برادر دورافتادهٔ کارمن، به تیم اضافه می‌شود. دوقلوها متوجه می‌شوند که ساعت دست دنجر شبیه ساعت نگه‌دارندهٔ زمان است و حتی نامش دگرنویسی (آنامگرام) کلمهٔ آرماگدون است. دنجر هویت واقعی‌اش را فاش می‌کند و آن‌ها را در اتاقی حبس می‌کند. وقتی گروهی از مأموران OSS به رهبری ماریسا، کارمن و جونی به مغازهٔ ساعت‌فروشی بازمی‌گردند، دنجر با استفاده از مدارهای داخل کارت شناسایی‌شان، آن‌ها را در زمان منجمد می‌کند.
جونی که کارت ID خود را به‌خاطر دعوا با خواهرش دور انداخته بود، منجمد نشده و می‌تواند ماریسا و کارمن را آزاد کند. دنجر فاش می‌کند که پروژهٔ آرماگدون برای سفر در زمان ساخته شده و پدرش رئیس پروژهٔ ولز بوده و خودش همان پسری است که زمانی یخ زده بود. پدرش تا آخر عمر تلاش می‌کرد او را آزاد کند، اما ناکام ماند. حالا دنجر می‌خواهد به گذشته بازگردد تا زمان بیشتری را با پدرش بگذراند.
سیسیل نتیجه می‌گیرد که دنجر این کار را بارها تکرار کرده، اما هر بار بدتر بازگشته، و نشان می‌دهد که تیک‌تاک و افرادش در واقع نسخه‌هایی از خود دنجر هستند. ربکا به دنجر می‌گوید که باید از زمان حال به درستی استفاده کند، نه آن‌که بخواهد زمان بیشتری بخرد. دنجر وارد گرداب زمانی می‌شود، پدرش را می‌بیند، و به‌شکل پیرتر بازمی‌گردد. سپس به اشتباه خود پی می‌برد و دستگاه را خاموش می‌کند. تیک‌تاک دستگیر می‌شود و ویلبر، دوباره به خانواده می‌پیوندد و قول می‌دهد که منتظر گذشت زمان برای بودن با خانواده‌اش نمی‌ماند، بلکه خودش برای آن‌ها وقت خواهد ساخت.
در پایان، کارمن و جونی اعلام می‌کنند که برنامهٔ «کودکان جاسوس» را دوباره فعال کرده و با هم رهبری خواهند کرد. ربکا و سیسیل نیز مأمور جذب نیروهای جدید می‌شوند، از جمله مخاطبان فیلم و کودکان سراسر دنیا.